# Gibraltar Broadcasting Corporation
La Gibraltar Broadcasting Corporation (GBC) è l'azienda di teleradiodiffusione pubblica di Gibilterra che gestisce un canale televisivo, GBC TV, e uno radiofonico, Radio Gibraltar.

## Storia
La società fu fondata nel 1963 dalla fusione tra la privata Gibraltar Television, nata nel 1962, e Radio Gibraltar, posseduta interamente dal governo di Gibilterra e fondata nel 1958. La sede fu posizionata nel dismesso fronte Wellington.
Con la chiusura dei confini da parte della Spagna franchista, le trasmissioni radiofoniche diventarono l'unico modo per comunicare oltre le barriere. La radio trasmetteva dalle 8 del mattino fino al tramonto sia in inglese che spagnolo.
Tra il 1978 e il 1980 l'emittente si spostò presso la Broadcasting House di Gibilterra, che ancora ne ospita la sede.